# Stefan Netzle
Stefan Netzle, auch Stephan Netzle, (* 31. Dezember 1957) ist ein ehemaliger Schweizer Ruderer, der 1982 Weltmeister im Vierer ohne Steuermann war.

## Werdegang
Netzle belegte bei den Junioren-Weltmeisterschaften 1975 zusammen mit Thomas Moser den achten Platz im Zweier ohne Steuermann. Seinen ersten Erfolg in der Erwachsenenklasse erkämpfte Netzle bei den Weltmeisterschaften 1979 in Bled, als er zusammen mit Hans-Konrad Trümpler die Bronzemedaille hinter den Booten aus der DDR und der UdSSR erhielt. 
Bei den Olympischen Spielen 1980 in Moskau trat der Schweizer Vierer ohne Steuermann in der Besetzung Bruno Saile, Jürg Weitnauer, Hans-Konrad Trümpler und Stefan Netzle an, wofür die Ruderer im Heimatland heftig angefeindet wurden. Die vier Schweizer erreichten den A-Final und belegten unter zwölf teilnehmenden Booten den sechsten Platz. In der gleichen Besetzung erruderten die Schweizer bei den Weltmeisterschaften 1981 in München die Silbermedaille hinter dem sowjetischen Boot. Im Jahr darauf wurden die Weltmeisterschaften in Luzern ausgetragen, Saile, Weitnauer, Trümpler und Netzle gewannen die einzige Goldmedaille für die Gastgeber vor dem sowjetischen Vierer. Bei den Olympischen Spielen 1984 erreichten die vier Schweizer noch einmal den A-Final und belegten den fünften Platz. Zum Abschluss seiner Karriere ruderte Stefan Netzle bei den Weltmeisterschaften 1985 zusammen mit Marc-Sven Nater auf den neunten Platz im Zweier ohne Steuermann.
Der 1,86 m grosse Ruderer vom Schaffhausen RC ist promovierter Jurist und hat sich mit seiner Kanzlei auf Sportsachen spezialisiert. Von 1991 bis 2010 war Netzle Richter am Internationalen Sportgerichtshof. Er ist auch Vize-Präsident von Swiss Olympic.